# Hakenkette

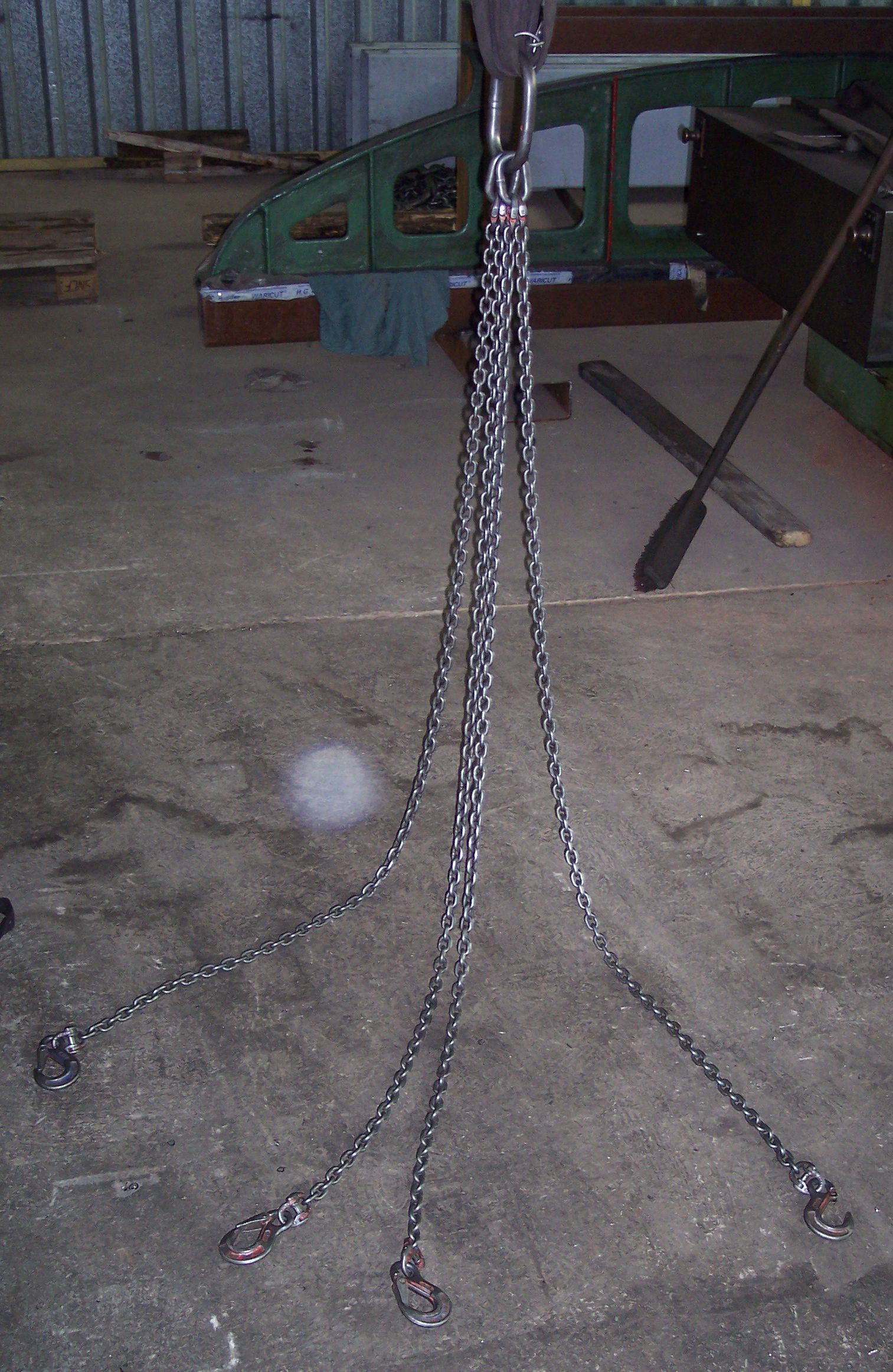
H-4 Hakenkette

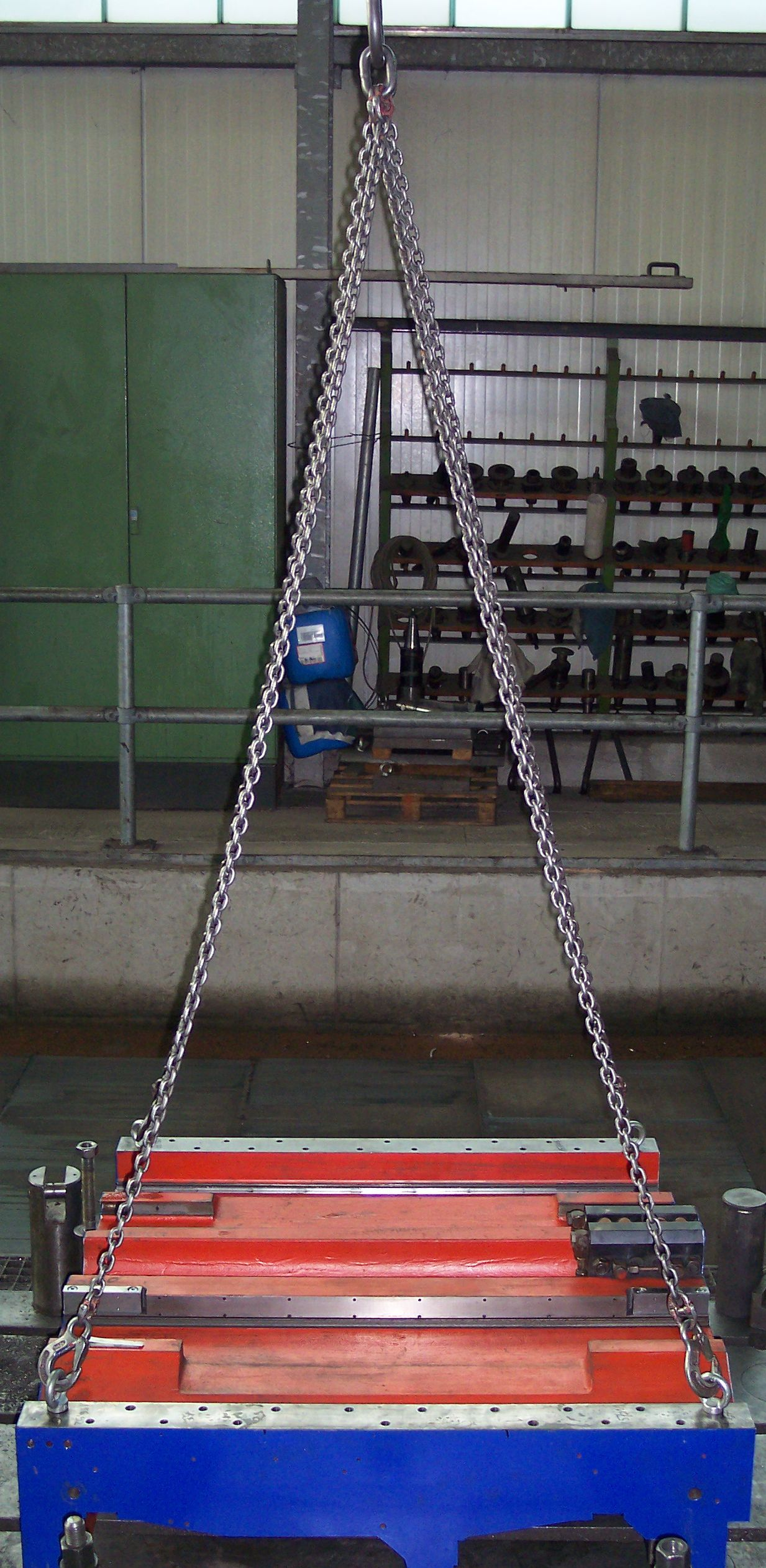
H-4 Hakenkette mit Last

Die Hakenkette ist ein besonders robustes Anschlagmittel. Sie wird oft im Kranbereich zum Befestigen von Lasten verwendet. Bei der Feuerwehr trifft man sie gelegentlich noch als Spreizerkette an.
Eine Hakenkette besteht aus einer Öse an der eine oder mehrere Ketten mit einem Haken an ihrem Ende befestigt sind. Je nach Anzahl der Ketten werden diese Hakenketten H-1, H-2 oder H-4 Hakenkette genannt. Die technischen Anforderungen an Hakenketten ergeben sich aus DIN 5688 / 8. Die maximale Belastbarkeit einer mehrkettigen Hakenkette nimmt mit der Spreizung der Ketten ab. Bei einer typischen zweikettigen Hakenkette (H-2) ist die maximale Belastbarkeit bei einer Spreizung von 90° 1,39 mal höher als bei einer Spreizung um 120°.

## Aufbau
- Aufhängungsglied (Öse)
- Verbindungsglieder (je eines pro Kette)
- Ketten
- Verbindungsglieder (je eines pro Kette)
- Ösenhaken / offene Haken.